# Wolfram von Eschenbach

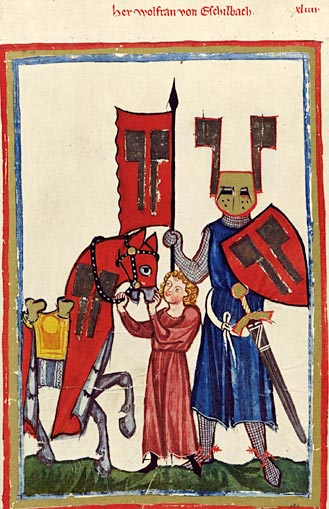
Portret Wolframa von Eschenbach z Codex Manesse, folio 149v

Wolfram von Eschenbach (ur. ok. 1170, zm. ok. 1220) – średniowieczny niemiecki poeta zaliczany do minnesingerów, znany przede wszystkim jako twórca eposu o tematyce arturiańskiej pt. Parsifal. Występuje też jako postać w operze Richarda Wagnera – Tannhäuser.
W przekładzie na polski ukazały się wszystkie dzieła pisarza: Pieśni. Parsifal. Titurel (1996) i Willehalm (1997), tłum. A. Lam.

## Życiorys
Wszystkie dane na temat życia Wolframa pochodzą z jego własnych utworów oraz z przekazów ówczesnych pisarzy. Jego nazwisko wskazuje na to, że on lub jego rodzina pochodzili z miejscowości o nazwie Eschenbach. Aluzje geograficzne w jego dziełach wskazują, że chodzi tu o Obereschenbach (dzisiaj Wolframs-Eschenbach) niedaleko Ansbach w Bawarii. Wiadomo, że służył na wielu dworach. Przypuszczalnie był przez jakiś czas powiązany z hrabiami Wertheim oraz Panami z Dürn. Do tych ostatnich należał zamek Wildenberg w Odenwald, gdzie Eschenbach miał spisać część jego powieści pt. Parzival. Jeszcze podczas jego prac nad dziełem wstąpił w służbę na dworze Hermana I z Turyngii (1190–1217), najbardziej znaczącego mecenasa literatury niemieckiej tamtych czasów.
Kwestią sporną jest wykształcenie Wolframa. Programowo ukazywał on siebie jako osobę gardzącą naukową wiedzą książkową. Mimo to jest wielce prawdopodobne, że określone relacje literackie służyły konstrukcji specyficznej roli autora, jako pisarza laików, którego szacunek można rozumieć jako wyraz rosnącej samoświadomości dworskiego społeczeństwa laickiego, na rzecz którego Wolfram się udzielał. Bezsporne jest jednak, że posiadał on obszerną wiedzę z łacińskiej tradycji kulturowej. Jego dzieła charakteryzują się biegle opracowanym materiałem wiedzy z wielu zakresów (nauki przyrodnicze, geografia, medycyna, astronomia) wraz z teologicznymi refleksjami. Spore były również jego umiejętności w dziedzinach ówczesnego języka francuskiego oraz literatury.

## Twórczość

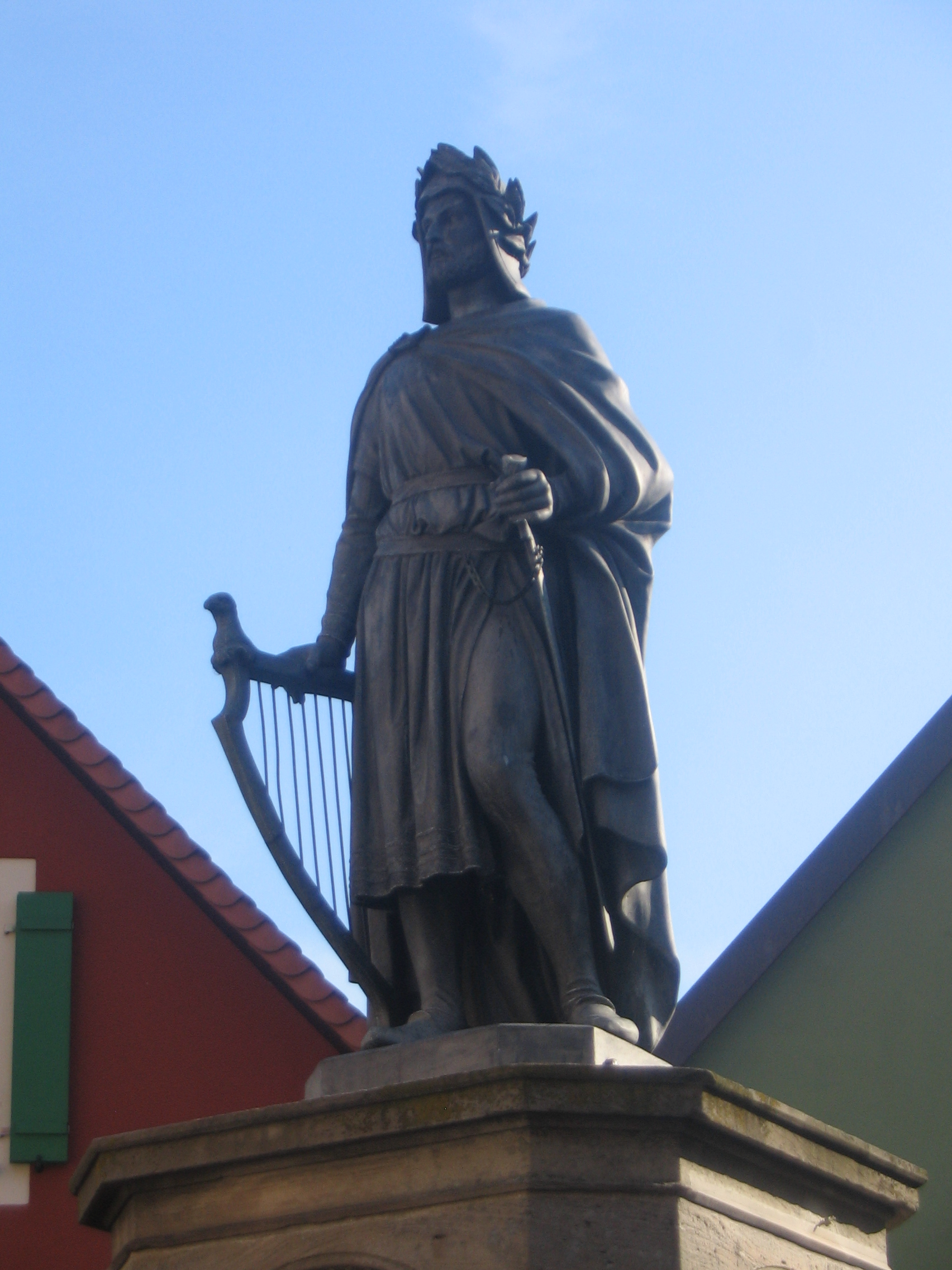
Pomnik w Wolframs-Eschenbach, ufundowany w 1860 roku przez Maksymiliana II Bawarskiego.

Parzival to najbardziej znane dzieło Wolframa, często postrzega się je jako najważniejszy epos tamtego okresu. Jest to pierwszy zachowany niemiecki utwór literacki, którego motywem jest święty Graal. Przedstawiona jest tam historia dwóch bohaterów. Z jednej strony ukazane jest życie Parzivala od jego dzieciństwa, przez czas, gdy był rycerzem króla Artura, aż po motyw panowania Graala, z drugiej strony dzieje i przygody Gawaina. W ramach tez badawczych często zakłada się, że Parzival poprzez różne odwzorowania miał przenieść immanencję dworskiego społeczeństwa na płaszczyznę uniwersalną.

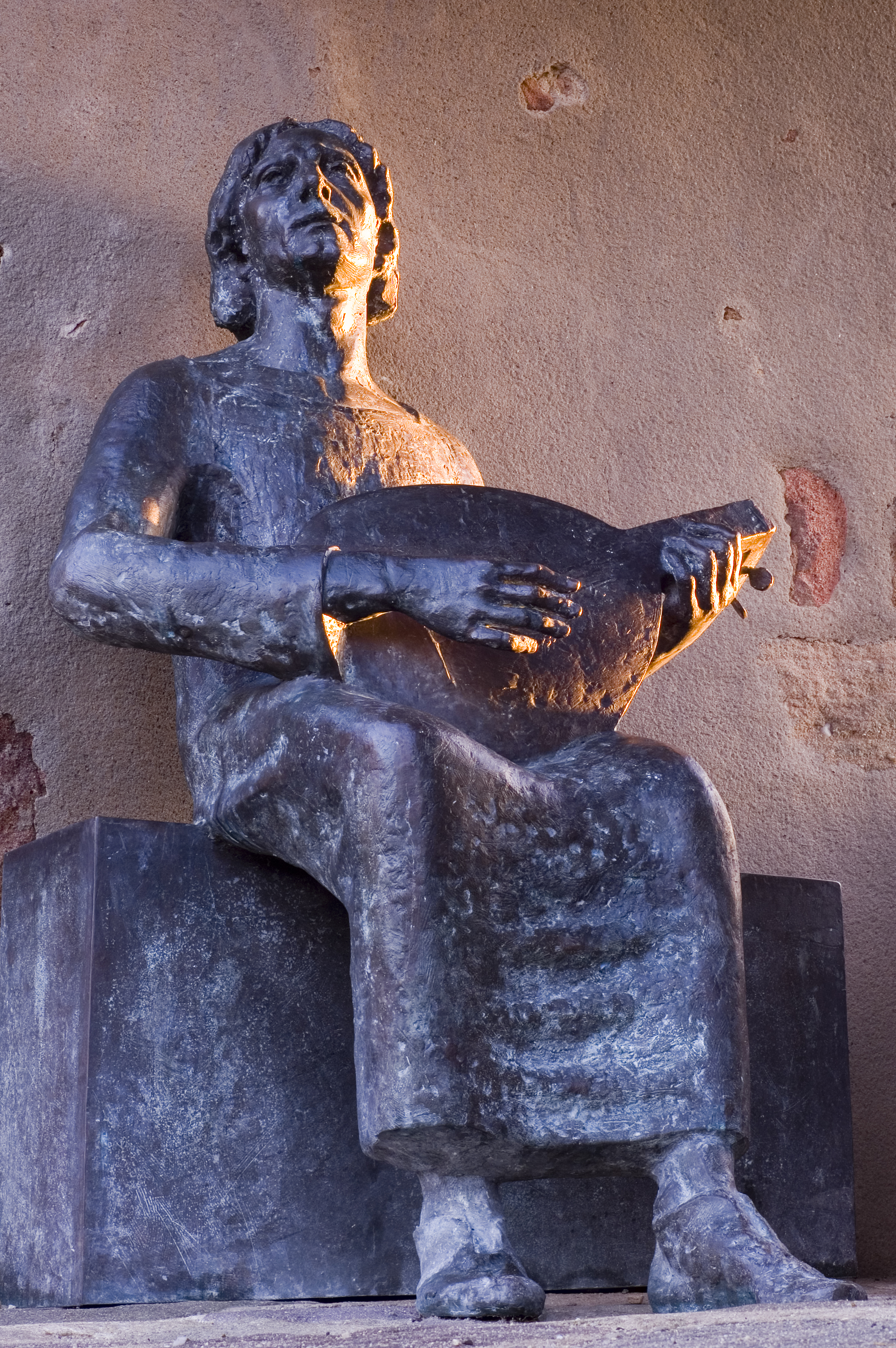
Statua Wolframa von Eschenbacha w zamku Abenberg.

Jest prawdopodobne, że Wolfram przy pisaniu Parzivala korzystał z dzieła Perceval Chrétiena de Troyes, jego utwór jest częściowo wolną interpretacją Percevala. Jednak powieść Chrétiena jest tylko fragmentem, urywa się w ramach fabuły związanej z Gawainem. Nie ma potwierdzonych źródeł w odniesieniu do końca dzieła Wolframa (a więc końca przygód Gawaina, motywu orientalnego brata Parzivala i powołania bohatera na władcę Graala), jak i jego początku (historia rodziców Parzivala), tak więc uważa się Wolframa za pierwszego twórcę tych części. Wolfram pisał jednak w Parzivalu, że uważa on opis literacki Chrétiena – z którym był zaznajomiony – za nieprawidłowy i twierdził, że korzystał on z innego źródła, pochodzącego od prowansalskiego poety Kyota. O tym jednak nie ma żadnych informacji. W XX wieku utrwaliła się opinia, że owo źródło, jak też autor w rzeczywistości nigdy nie istnieli, a byli tylko tworem fikcji Wolframa.
Oprócz tego istnieje tradycja, w której postrzega się Parzivala jako wierne odzwierciedlenie historii przekazywanej ustnie. Herbert Kolb, profesor germanistyki w Düsseldorfie, a później w Monachium, uważa iż Kyot, osoba na którą Wolfram się powołuje, istniała naprawdę, natomiast Werner Greub idzie w historyczności Parzivala o wiele dalej, twierdząc, że wszystkie miejsca związane z poszukiwaniem Graala w IX wieku można zlokalizować.
W opowiadaniu Willehalm Wolfram opisuje historię świętego Wilhelma, która posiada także cechy powieści dworskiej, jak i epickiego Chansons de geste, i zawiera estachologiczne elementy w związku z podkreśleniem myśli państwowej oraz zmagania między chrześcijanami i poganami. Dzieło bazuje na prowansalskiej legendzie, która została wolno zinterpretowana przez Wolframa.
Stroficzny fragment pt Tituriel zawiera, w ramach odgałęzienia od Parzivala, sceny z tragicznej historii miłosnej Sigune i Schionatulander. Wolfram spisał także dziewięć minnesangów, z czego pięć stanowi punkt kulminacyjny tego literackiego gatunku. Język Wolframa różni się od stylu Hartmanna von Aue. Jest on barwny, bogaty w ironię i pointy, przy czym składnia jawi się jako przepełniona i rozłożysta. Rozbudował także styl literacki rozwinięty przez jego poprzedników.

## Znaczenie
Wolfram był wpływowym niemieckojęzycznym poetą okresu średniowiecza. Fragment Tituriela zyskał ogromną popularność w późnym średniowieczu. Forma stroficzna wymyślona specjalnie dla tego utworu została potem zaadaptowana przez wielu twórców. Sam fragment został rozszerzony w drugiej połowie XIII wieku przez Albrechta von Scharfenberga do formy całej powieści. Jüngere Titurel był uważany w późnym średniowieczu za jedyne dzieło Woframa i umocnił jego sławę jako najbardziej znaczącego poety rycerskiego. Parzival jest jedyną formą poetycką, która jeszcze po 1470 roku miała wiele wydań. Liczba 84 manuskryptów, które się zachowały, świadczy o niesamowitej popularności dzieła w następnych dwóch wiekach. Niewiele mniej, 78 egzemplarzy, miał Willehalm. Tematy z Parzivala były głównym źródłem w powstawaniu libretta do opery Richarda Wagnera pt. Parsifal. Sam Wolfram pojawia się jako figura w operze wagnerowskiej pt. Tannhäuser. Późniejsze zainteresowanie Wolframem zaczęło się wraz z publikacją tłumaczenia Parzivala w 1753 roku przez szwajcara Johanna Jakoba Bodmera. W komiksie Hugo Pratta pt. The Secret Rose, Corto Maltese mówi o malowidle ściennym Wolframa. W tej książce Corto szuka świętego Graala.

## Dzieła
- Wolframs von Eschenbach Parzival i Titurel, wydawca: Karl Bartsch, (=Deutsche Klassiker des Mittelalters, Band 19), Leipzig 1935
- Wolfram von Eschenbach: Parzival, Mittelhochdeutsch und Neuhochdeutsch, nach der Ausgabe von Karl Lachmann, übersetzt von Wolfgang Spiewok, Band 1 und 2, (Reclams Universalbibliothek Band 3681 und 3682), Stuttgart 1981 ISBN 3-15-003681-X
- Wolfram von Eschenbach: Parzival, übersetzt von Dieter Kühn, 1994 ISBN 3-596-13336-X
- puella bella
- Den morgenblic bî wahtaeres sange erkôs (L 3,1)
- Guot wîp, ich bitte dich minne (L 9,1)
- Willehalm
- Titurel
- Parsifal